# Leocadia
Leocadia  è un nome proprio di persona italiano femminile.

## Varianti
- Femminili: Leucadia[3]
- Maschili: Leocadio[1][2]

### Varianti in altre lingue
- Asturiano: Llocaya
- Basco: Lokadia
- Catalano: Llogaia
  - Maschili: Leocadi[4]
- Esperanto: Leokadio
- Francese: Léocadie
- Galiziano: Locaia
- Greco antico: Λευκαδια (Leukadia)[2]
- Latino: Leocadia[2][5]
  - Maschili: Leocadius[5]
- Polacco: Leokadia[5]
- Portoghese: Leocádia[5]
- Spagnolo: Leocadia[4][5][6]
  - Maschili: Leocadio[5]
- Ucraino: Левкадія (Levkadija)

## Origine e diffusione
L'etimologia di questo nome è dubbia; probabilmente va ricondotto al greco antico λευκος (leukos), che significa "bianco", "chiaro", "splendente", ma non è da escludere che sia un adattamento spagnolo di Leucotea, basato sempre su λευκος (leukos) combinato con θεος (theos, "dio"), quindi "dea bianca". Potrebbe anche essere ripreso (direttamente o in forma patronimica) dal nome dell'isola di Leucade, che comunque risale sempre alla medesima radice greca. Gli accostamenti al greco λεων (leon) e al latino leo, entrambi "leone", sono invece paretimologici.
Il nome è ricordato principalmente per via di santa Leocadia, patrona di Toledo; in Italia gode di scarsissima diffusione, attestandosi perlopiù in Lazio, specie intorno a Viterbo.

## Onomastico
L'onomastico si può festeggiare il 9 dicembre in memoria di santa Leocadia, martire a Toledo nel III secolo, sotto Diocleziano. Si ricorda con questo nome anche una beata, Levkadija Harasymiv, vergine e martire a Charsk (Siberia), ricordata il 26 agosto. Per quanto riguarda la forma maschile, il 16 settembre si festeggia san Leocadio, martire con san Lusore a Dol.

## Persone

### Variante maschile Leucadio
- Leucadio Solombrini, pittore e ceramista italiano

## Il nome nelle arti
- Leocadia è un personaggio delle Novelle esemplari, scritte da Miguel de Cervantes Saavedra.
- Leocadia è un personaggio della miniserie televisiva Goya.
- Leocadia è il nome di un personaggio della commedia “Girotondo” di Schnitzler